# Élections législatives danoises de 1957
Les élections législatives danoises de 1957 ont eu lieu le 14 mai 1957.

## Contexte
À la suite des élections précédentes, le social-démocrate Hans Hedtoft forme un gouvernement minoritaire uniquement soutenu par son parti. À la suite de son décès le 29 janvier 1955, Hans Christian Hansen le remplace au poste de Premier ministre.

## Système électoral
Les 179 députés du Folketing sont élus au suffrage universel direct pour un mandat de quatre ans via un système électoral mixte associant un scrutin proportionnel plurinominal dans le cadre de circonscriptions associé à une répartition par compensation.
Les 179 députés sont répartis comme suit, :
- 175 pour le Danemark propre ;
- 2 pour les Îles Féroé ;
- 2 pour le Groenland.

## Résultats

### Danemark métropolitain
| Inscrits                     | Inscrits                 | Inscrits                 | 2 773 114 |             |                       |                       |
| Abstentions                  | Abstentions              | Abstentions              | 452 017   | 16,3 %      |                       |                       |
| Votants                      | Votants                  | Votants                  | 2 321 097 | 83,7 %      |                       |                       |
|                              |                          |                          |           |             |                       |                       |
| Bulletins enregistrés        | Bulletins enregistrés    | Bulletins enregistrés    | 2 321 097 |             |                       |                       |
| Bulletins blancs ou nuls     | Bulletins blancs ou nuls | Bulletins blancs ou nuls | 10 993    | 0,47 %      |                       |                       |
| Suffrages exprimés           | Suffrages exprimés       | Suffrages exprimés       | 2 310 104 | 99,53 %     | 175 sièges à pourvoir | 175 sièges à pourvoir |
|                              |                          |                          |           |             |                       |                       |
| Liste                        | Tête de liste            |                          | Suffrages | Pourcentage | Sièges acquis         | Var.                  |
| Social-démocratie            | Hans Christian Hansen    |                          | 910 170   | 39,4 %      | 70 / 175              | 4                     |
| Venstre                      | Erik Eriksen             |                          | 578 932   | 25,06 %     | 45 / 175              | 2                     |
| Parti populaire conservateur | Aksel Møller             |                          | 383 843   | 16,62 %     | 30 / 175              | en stagnation         |
| Parti social-libéral danois  | Jørgen Jørgensen         |                          | 179 822   | 7,78 %      | 14 / 175              | en stagnation         |
| Parti de la justice          | Direction collégiale     |                          | 122 759   | 5,31 %      | 9 / 175               | 3                     |
| Parti communiste du Danemark | Aksel Larsen             |                          | 72 315    | 3,13 %      | 6 / 175               | 2                     |
| Parti indépendant            | Néant                    |                          | 53 061    | 2,3 %       | 0 / 175               | en stagnation         |
| Parti du Schleswig           | Iver Poulsen             |                          | 9 202     | 0,4 %       | 1 / 175               | en stagnation         |

### Féroé
| Inscrits                 | Inscrits                 | Inscrits                 | 18 372    |             |                     |                     |
| Abstentions              | Abstentions              | Abstentions              | 11 464    | 62,4 %      |                     |                     |
| Votants                  | Votants                  | Votants                  | 6 908     | 37,6 %      |                     |                     |
|                          |                          |                          |           |             |                     |                     |
| Bulletins enregistrés    | Bulletins enregistrés    | Bulletins enregistrés    | 6 908     |             |                     |                     |
| Bulletins blancs ou nuls | Bulletins blancs ou nuls | Bulletins blancs ou nuls | 55        | 0,8 %       |                     |                     |
| Suffrages exprimés       | Suffrages exprimés       | Suffrages exprimés       | 6 853     | 99,2 %      | 2 sièges à pourvoir | 2 sièges à pourvoir |
|                          |                          |                          |           |             |                     |                     |
| Liste                    | Tête de liste            |                          | Suffrages | Pourcentage | Sièges acquis       | Var.                |
| Parti du peuple          | Hákun Djurhuus           |                          | 2 574     | 37,56 %     | 1 / 2               | n/a                 |
| Parti de l'union         | Johan Poulsen            |                          | 2 316     | 33,8 %      | 1 / 2               | en stagnation       |
| Parti social-démocrate   | Néant                    |                          | 1 963     | 28,64 %     | 0 / 2               | 1                   |